# Xystrocera vittata
Xystrocera vittata är en skalbaggsart som först beskrevs av Fabricius 1793.  Xystrocera vittata ingår i släktet Xystrocera och familjen långhorningar.
Artens utbredningsområde är:
- Angola.
- Benin.
- Gabon.
- Ghana.
- Kenya.
- Mali.
- Malawi.
- Niger.
- Senegal.
- Togo.

Inga underarter finns listade i Catalogue of Life.